# Fuerza Aérea de Benín
La Fuerza Aérea de Benín (en francés: Force Aérienne du Bénin) es la rama de servicio aéreo de las Fuerzas Armadas de Benín. La fuerza aérea fue creada en 1960, cuando Benín obtuvo su independencia de Francia, inicialmente tenía el nombre de Fuerza Aérea de Dahomey. La Fuerza Aérea proporciona apoyo al ejército y lleva a cabo diversas tareas de transporte, incluido el transporte presidencial.
La fuerza aérea ha dependido en gran medida de donaciones, inicialmente de Francia y más recientemente de Bélgica. Durante la efímera República Popular de Benín, cuando se la conocía como Fuerza Aérea Popular de Benín, se adquirieron aviones militares soviéticos para demostrar el cambio de lealtad política. En la década de 2020, se adquirió una nueva capacidad para apoyar las actividades antiterroristas. La flota operativa actual consta de dos aviones de ala fija y ocho helicópteros.

## Aeronaves
| Aeronave                             | Fotografía                     | Origen                         | Tipo                           | Unidades                       | Fabricante                            |
| Aeronave de transporte militar       | Aeronave de transporte militar | Aeronave de transporte militar | Aeronave de transporte militar | Aeronave de transporte militar | Aeronave de transporte militar        |
| ------------------------------------ | ------------------------------ | ------------------------------ | ------------------------------ | ------------------------------ | ------------------------------------- |
| De Havilland Canada DHC-6 Twin Otter |                                | Canadá                         | Avión de transporte            | 1                              | de Havilland Canada                   |
| Xian MA600                           |                                | China                          | Avión de transporte            | 1                              | Xi'an Aircraft Industrial Corporation |
| Helicópteros militares               |                                |                                |                                |                                |                                       |
| Airbus Helicopters H125              |                                | Unión Europea                  | Helicóptero utilitario         | 3                              | Airbus Helicopters                    |
| Airbus Helicopters H215              |                                | Unión Europea                  | Helicóptero polivalente        | 3                              | Airbus Helicopters                    |
| AgustaWestland AW109                 |                                | Italia                         | Helicóptero utilitario         | 4                              | Leonardo S.p.A.                       |

## Historia

### Inicios
Cuando la República de Dahomey se convirtió en una colonia autónoma de la Comunidad Francesa el 11 de agosto de 1958, la potencia colonial proporcionó al nuevo país una pequeña fuerza aérea llamada Fuerza Aérea de Dahomey (en francés: Force Aérienne de Dahomey).  El primer avión llegó en 1961, después de que el país africano obtuvo la independencia de Francia. Las donaciones originales, fueron un avión de transporte Douglas C-47 Skytrain y un helicóptero Aérospatiale Alouette II, junto con varios aviones utilitarios Max Holste Broussard, una aeronave que Francia proporcionó a muchas de sus excolonias cuando obtuvieron su independencia, pronto se complementaron con un transporte VIP Aero Commander 500B.  La flota de C-47 fue ampliada a tres aviones, y en 1973, se añadió a la fuerza una aeronave Cessna 336 / 337 Skymaster de fabricación francesa.  Para acompañar al Aero Commander 500, fue adquirida un avión Aérospatiale SN-601 Corvette, reforzando aún más el vínculo entre el país y la industria aeronáutica militar francesa. 

### Fuerza Aérea Popular de Benín

Escarapela aeronáutica de la Fuerza Aérea Popular de Benín.

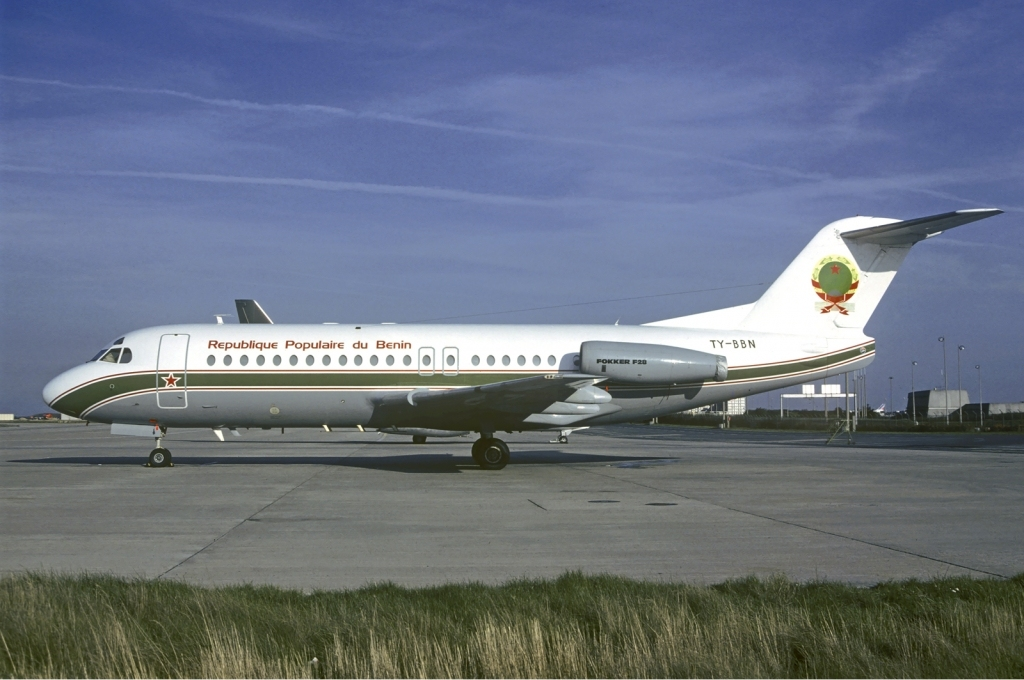
Una aeronave Fokker F28 de la Fuerza Aérea de Benín, en 1983.

El 30 de noviembre de 1975, la nación de Dahomey, pasó a llamarse República Popular de Benín y la fuerza aérea se convirtió en la Fuerza Aérea Popular de Benín (en francés: Forces Aériennes Populaire du Bénin).  Se introdujo un nuevo emblema, que incluía una estrella roja para indicar la nueva alianza política del país. Sin embargo, internamente poco había cambiado. Al principio, la Fuerza Aérea no vio nuevas compras, excepto un avión Fokker F27 Friendship que fue agregado en 1978.  Poco después, se introdujeron dos aeronaves de transporte ucranianas Antonov An-26, anunciando un cambio de lealtad del país africano hacia el Bloque del Este. 
Durante los siguientes años, la fuerza aérea de Benín continuó expandiéndose, pero también lo hicieron los costos operacionales, para recortar estos gastos, y para apoyar el desarrollo económico del país, en 1984, la Fuerza Aérea de Benín comenzó a operar sus aviones de transporte más grandes, junto con la aerolínea nacional, llamada: Transportes Aéreos de Benín. Al mismo tiempo, la Fuerza Aérea de Benín, volvió a adquirir aviones procedentes de Europa Occidental. En 1987, la flota incluía dos aeronaves Antonov An-26, tres C-47 Skytrain, y dos aviones de transporte Dornier Do 28, una aeronave Aero Commander 500 y un Fokker F28 Fellowship para transporte de personas VIP, un helicóptero Alouette II, y dos helicópteros Airbus Helicopters H125. 

### Fuerza Aérea de Benín
Cuando el nombre del país cambió nuevamente el 1 de marzo de 1990 a República de Bénin, la fuerza aérea pasó a llamarse Fuerza Aérea de Benín.  La escarapela aeronáutica original fue restaurada, aunque la estrella roja todavía era visible en los aviones en 1994.  Algunas cosas permanecieron igual. La fuerza aérea continuó operando bajo restricciones financieras, lo que afectó cada vez más a su capacidad de servicio. Para ayudar a resolver esto, el país recibió ayuda militar de Bélgica.  Los transportes C-47 fueron retirados, junto con los aviones antiguos restantes. La Fuerza Aérea Belga proporcionó tres aeronaves de transporte Hawker Siddeley HS 748. Uno de estos aviones fue utilizado para obtener piezas de repuesto, en un esfuerzo por dar continuidad a la flota, este fue un problema recurrente.  Posteriormente, el ejército belga también proporcionó helicópteros de combate, en las mismas condiciones. 
Un avión utilitario De Havilland Canada DHC-6 Twin Otter fue adquirido junto con dos aviones de transporte ucranianos Antonov An-26, en una operación conjunta con la aerolínea nacional y contando con la colaboración del sector civil, ya que el sector privado tiene un rol muy importante en el servicio aéreo.  En 2010, la Fuerza Aérea de Benín adquirió un par de aviones ligeros LH Aviation LH-10 Ellipse, en un intento de reducir los costos y agregar una mayor capacidad operacional.  Sin embargo, a pesar de estas medidas, la flota aérea operativa continuó reduciéndose. En 2018, la fuerza aérea contaba con dos aviones en activo. 
Durante la década siguiente, la Fuerza Aérea estuvo cada vez más activa en la lucha contra el terrorismo yihadista.  Esto incluyó la participación en ejercicios antiterroristas conjuntos con otras fuerzas aéreas, y con otras ramas de las fuerzas armadas de Benín, contando con la cooperación de otros países.  Para apoyar estos esfuerzos, en 2023, la fuerza aérea recibió dos variantes H125M del Airbus Helicopters H125 y tres helicópteros Airbus Helicopters H215.   En 2024, se agregaron a la fuerza aérea cuatro helicópteros AgustaWestland AW109BA y un Eurocopter AS350B, por ello los helicópteros son la mayoría de la flota. 

### Capacidades actuales
La Fuerza Aérea es la encargada de una variedad de tareas militares, incluida la defensa nacional, la vigilancia nacional y la recopilación de inteligencia militar, el apoyo al Ejército, y la participación en las operaciones de mantenimiento de la paz. La fuerza aérea de Benín, asume una serie de funciones, entre ellas las operaciones de búsqueda y rescate, la protección del medio ambiente, las patrullas contra la caza furtiva y lucha contra el contrabando, además de proporcionar transporte aéreo al presidente.
La Fuerza Aérea está dirigida por el Jefe del Estado Mayor de la Fuerza Aérea (en francés: Chef de d’Etat-Major des Forces Aériennes). El 14 de noviembre de 2016, el Teniente coronel Hermann William Avocanh, fue designado para desempeñar este cargo.  La fuerza aérea tiene dos bases aéreas, la base aérea de Cotonou, y la base aérea de Cana, en el aeropuerto de Cadjehoun-Cotonou y en el aeropuerto de Cana, respectivamente.  En 2018, esta base era comandada por el capitán Luc Biobou. 